# Дејана Миладиновић
Дејана Миладиновић Гајдаш српска је телевизијска, филмска и позоришна глумица.

## Биографија
Дејана Гајдаш рођена у Београду као Дејана Миладиновић, у породици уметника београдске Опере. Дипломирала је глуму на Академији уметности у класи професора Бранислава Јеринића, у представи „Вртешка” Шницлера у режији Љиљане Тодоровић. Игра у Народном позоришту у Београду. Апсолвирала је студије историје уметности на Филозофском факултету у Београду. Течно говори и пише француски и енглески језик и свира клавир.

## Филмографија
| Год.      | Назив                                | Улога                    |
| --------- | ------------------------------------ | ------------------------ |
| 2004      | Карађорђе и позориште                | Боса                     |
| 2004      | Пљачка Трећег рајха                  |                          |
| 2004-2006 | Стижу долари                         | Кућна помоћница Марија   |
| 2005      | Буђење из мртвих                     | Моника                   |
| 2005      | Флерт                                | Полицајка 1              |
| 2005      | Смешне и друге приче                 |                          |
| 2006      | Гуча!                                | Дивна                    |
| 2007      | Промени ме                           | Цеца                     |
| 2007      | Сељаци                               | Јоргованка               |
| 2008      | Понос Раткајевих                     | Сидонија Сида Петровић   |
| 2008      | Рањени орао (ТВ серија)              | Газдарица Бишкуповић     |
| 2009      | Рањени орао                          | Газдарица Бишкуповић     |
| 2009      | Сељаци                               | Сестра                   |
| 2011      | Жене са Дедиња                       | Секретарица Бранка       |
| 2013      | На путу за Монтевидео                | Носоњина девојка         |
| 2014      | Фолк                                 |                          |
| 2014      | Звездара                             |                          |
| 2015      | Придошлица                           | Службеница               |
| 2015      | Андрија и Анђелка                    | Продавачица у књижари    |
| 2016      | Браћа по бабине линије               | Главна медицинска сестра |
| 2016      | Село гори, а баба се чешља           | Главна медицинска сестра |
| 2016      | Санта Марија дела Салуте             | Слушкиња Дунђерских      |
| 2017      | Санта Марија дела Салуте (ТВ серија) | Слушкиња Дунђерских      |